# James Robert Mann
James Robert Mann (20 octobre 1856 - 30 novembre 1922) est un homme politique et un avocat américain qui a été membre de la Chambre des représentants des États-Unis pour l'Illinois de 1897 à 1922. Il est membre du parti républicain et occupe le poste de leader de la minorité de la Chambre de 1911 à 1919.

## Jeunesse
James Robert Mann naît près de Bloomington, dans le comté de McLean, en Illinois, le 20 octobre 1856. Son frère aîné est Frank Irving Mann (1854-1937), agriculteur, rédacteur en chef du journal Prairie Farmer et auteur de The Farmers Creed. 
Mann fréquente l'université de l'Illinois et obtient son diplôme en 1876. Il est diplômé de l'Union College of Law en 1881 et devient avocat à Chicago. Mann occupe plusieurs fonctions politiques locales avant de siéger à la Chambre des représentants.

## Carrière
Il est admis au barreau de l'Illinois en 1881 et commence à exercer à Chicago. Il occupe plusieurs fonctions locales avant d'être élu membre du Congrès :
- Membre du conseil d'éducation d'Oakland à Chicago (1887)[5] ;
- Avocat pour Hyde Park et commissaire de South Park à Chicago[6] ;
- Président de la convention républicaine de l'État de l'Illinois (1894)[7] ;
- Membre du conseil municipal de Chicago (1892-1896)[8] ;
- Chancelier de la Cour supérieure du comté de Cook[9] ;
- Président des conventions républicaines de comté à Chicago (1895, 1902)[7] ;
- Élu en tant que républicain (1896) au 55e Congrès avec 13 mandats successifs[10].

### Chambre des représentants
- Président du Comité des élections n° 1 (58e-60e Congrès) ;
- Commission du commerce interétatique et étranger (61e Congrès) ;
- Commission du suffrage des femmes (66e Congrès) ;
- Chef de la minorité (62e-65e Congrès).

### Législations notables
Mann est l'un des promoteurs de la loi Mann-Elkins (en), qui donne plus de pouvoir à la Commission du commerce interétatique pour réglementer les tarifs ferroviaires. Il est probablement plus connu pour être l'auteur de la loi Mann de 1910, qui est une réaction à la question de « l'esclavage blanc » et interdit le transport des femmes entre les États à des fins de prostitution. Il introduit la législation qui devient le Pure Food and Drug Act de 1906.
Il est considéré comme un leader dans la cause de l'amendement de la Constitution des États-Unis pour accorder le suffrage aux femmes. Cependant, il aurait dit : « Elles auraient dû être à la maison, là où elles devraient être », en référence aux femmes. Il est l'un des principaux opposants au Harrison Act et à la Prohibition, malgré la popularité de cette législation parmi ses collègues progressistes du Midwest.

## Mort
Mann décède à Washington, D.C., d'une pneumonie le 30 novembre 1922 à l'âge de 66 ans, avant la clôture du 67e Congrès des États-Unis. Il est enterré au cimetière Oak Woods à Chicago.